# Tecos de Nuevo Laredo
Para el equipo que participó en la Liga Mexicana de Béisbol, véase Tecolotes de Nuevo Laredo.
Los Tecos de Nuevo Laredo es un equipo de béisbol que compite en la Liga del Norte de Coahuila con sede en Nuevo Laredo, Tamaulipas, México. 

## Historia
Los Tecos de Nuevo Laredo participaron hasta la temporada 2013 donde terminaron en quinto lugar a seis juegos de diferencia del líder. Tenían como casa el Parque La Junta con capacidad para 7,800 aficionados.

## Jugadores

### Roster actual
Por definir.